# Clifford Curzon
Clifford Michael Siegenberg (Londres, 18 de mayo de 1907 - Patterdale, 1 de septiembre de 1982), conocido como Clifford Curzon, fue un pianista inglés de música clásica. 

## Biografía
Curzon fue compañero de estudios de William Alwyn en la Royal Academy of Music de Londres, quien recordaba de él, aparte de la influencia que supuso en su carácter, su alegría y pasión por la música, y su interpretación especialmente madura de la Sonata de Liszt. Más tarde, Curzon sería el encargado de interpretar por primera vez el primer concierto para piano de Alwyn en 1931.
En la Academia, en la que fue el alumno más joven que nunca había ingresado, ganó la Macfarren Gold Medal en 1924, con solo 17 años. Tras ser nombrado ayudante de profesor, completó su formación en 1926. 
Debutó en público en 1923, interpretando un concierto triple de Bach bajo la dirección de Henry J. Wood. 
Curzon fue alumno de Artur Schnabel en Berlín entre 1928 y 1930, de Wanda Landowska y de Nadia Boulanger en París.
Fue el pianista que interpretó por primera vez en Estados Unidos, acompañado por la Orquesta Filarmónica de Londres dirigida por Basil Cameron, el Primer Concierto para piano de John Ireland, el 10 de marzo de 1939 en el Carnegie Hall de Nueva York. También, Lennox Berkeley escribió para él su sonata para piano, opus 20.
Curzon colaboró con Hans Keller y la BBC, para quienes interpretó el cuarto concierto para piano de Beethoven en 1959, acompañado de la Orquesta Sinfónica de Londres.
Tocó con frecuencia con el director George Szell, del que era amigo, y la Orquesta de Cleveland.
En 1958, Curzon fue honrado con la Orden del Imperio Británico (CBE) y en 1977 fue nombrado Caballero. En 1980 recibió la Royal Philharmonic Society Gold Medal.

## Estilo e influencias
Considerado como una de las estrellas del panorama concertístico internacional durante tres décadas, del que a veces se retiraba durante meses para estudiar y trabajar detenidamente su repertorio, Curzon es, en opinión de algún crítico, uno de los más sutiles y reflexivos pianistas de la segunda mitad del siglo XX.
Para Daniel Barenboim, quien lo convierte en uno de sus héroes musicales, Curzon tenía, especialmente en sus interpretaciones de Mozart y Schubert, un muy personal sentido del sonido, y sufría una fuerte tensión nerviosa durante los conciertos, que le hacía sonar de forma muy diferente que en la intimidad.

## Discografía parcial
- Mozart : Conciertos para piano n° 20,23,24,26,27. Decca 468 492-2 y 468 493-2, grabados entre 1967 y 1970.
- Brahms : Concierto para piano N°1. Orquesta Sinfónica de Londres dirigida por George Szell, grabado en mayo de 1962. Decca 466 376-2.
- Complete Recordings : Clifford Curzon Edition. Decca 478 4389, 23 CD + 1 DVD.
- Grandes Pianistas del Siglo XX. Vol. 22. Philips.
- Curzon interpreta a Brahms : Sonata en Fa menor. Intermezzos en Mi bemol y Do. Decca SDD 498, 1978.